# یولیا بیچیک
یولیا بیچیک (بلاروسی: Юлія Бічык؛ زادهٔ ۱ april ۱۹۸۳ (۴۱ سال)) ورزشکار روئینگ اهل بلاروس است.
وی در مسابقات کشوری و بین‌المللی در مجموع برندهٔ ۴ مدال طلا، ۵ مدال نقره، ۵ مدال برنز شده‌است.